# Miguel Calmon (ort)
Miguel Calmon är en ort i Brasilien.   Den ligger i kommunen Miguel Calmon och delstaten Bahia, i den östra delen av landet, 900 km nordost om huvudstaden Brasília. Miguel Calmon ligger 543 meter över havet och antalet invånare är 13 747.
Terrängen runt Miguel Calmon är platt västerut, men österut är den kuperad. Det finns inga andra samhällen i närheten.
Omgivningarna runt Miguel Calmon är huvudsakligen savann. Runt Miguel Calmon är det ganska glesbefolkat, med 21 invånare per kvadratkilometer.